# ㅱ
ㅱは、ハングルを構成する子音字母のひとつ。現在は使用されない古いハングル字母であり、ㅁの下にㅇを加えることで作られている。呼称はギョンミウム（경미음、軽ミウム）、スンギョンウムミウム（순경음 미음、唇軽音のミウム）もしくはガビョウンミウム（가벼운미음、軽いミウム）である。唇軽音と呼ばれる音を表す字母の一つであり、他にㅸ ㅹ ㆄがあるが、朝鮮語固有の音韻表記に用いられたのはㅸのみである。中国語音表記で、[ɱ]として初声に用いられた他、東国正韻式漢字音表記で、韻尾の[-u]として平上去声の終声に用いられた。世祖（15世紀中葉）以降には唇軽音の字母を用いた漢字音表記や中国語音表記が廃れるとともに、この字母も使われなくなった。